# Torbidi delitti
Torbidi delitti, nota anche come Swamp Murders - Torbidi delitti, è una serie documentaristica televisiva statunitense che tratta casi d'omicidio realmente accaduti. Nelle ricostruzioni degli eventi girate con attori, sono stati utilizzati anche alcuni attori abbastanza conosciuti.

## Puntate
| Stagione         | Puntate | Prima TV originale | Prima TV Italia |
| ---------------- | ------- | ------------------ | --------------- |
| Prima stagione   | 6       | 2013               |                 |
| Seconda stagione | 10      | 2014               |                 |
| Terza stagione   | 10      | 2015               | 2015            |
| Quarta stagione  | 10      | 2016               | 2017            |
| Quinta stagione  | 10      | 2017               | 2018            |

## Riconoscimenti
- 2015 - Young Artist Awards
  - Candidatura per la miglior interpretazione in una serie TV drammatica - Giovane attrice Guest star di 14 - 16 anni a Jessica Lonardo